# Hornbeck (Louisiane)
Hornbeck est une ville de la paroisse de Vernon, dans l'État de Louisiane, aux États-Unis,. En 2020, elle compte une population de 430 habitants.

## Démographie
Lors du recensement de 2010, la ville comptait une population de 480 habitants, tandis qu'en 2020, elle s'élève à 430 habitants.